# Karenni Army

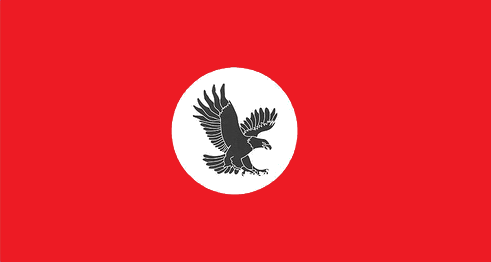
Flagge der Karenni Army

Die Karenni Army, kurz KA, (Burmesische ကရင်နီ တပ်မတေ) ist der bewaffnete Arm der Karennischen National-Progressiven Partei (Karenni National Progressive Party, KNPP), einer politischen Organisation, die für die Unabhängigkeit des Kayah-Staats in Myanmar kämpft.
Die KNPP und die Karenni Army wurden 1955 von Saw Mah Rew gegründet. Mit Ausnahme eines nicht langlebigen Waffenstillstands 1995 kämpft sie seitdem gegen die Truppen der Zentralregierung von Myanmar. Seit 2005 gibt es immer wieder Bemühungen, einen Waffenstillstand zu schließen, bislang aber ohne nennenswerten Erfolg. Die Anzahl der bewaffneten Kämpfer wird auf zwischen 1000 und 2000 Mann geschätzt.
Seit dem Militärputsch am 1. Februar 2021 übernahm die KA groẞe Gebiete im Kayah-Staat. Zusammen mit der Exilregierung des Landes, der National Unity Government (NUG) gründete die Karenni Nationalities Defence Force (KNDF) als Einheit der People’s Defence Force.